# Baft
Baft (persa: بافت, també romanitzat com Bāft) és una ciutat de l'Iran dins la província de Kerman de la ciutat de Kerman dista 155 km. En el cens de 2006 tenia 35.008 habitants.
Compta amb el Parc Nacional de Khabr